# 1922 no Brasil
Esta é uma cronologia dos fatos acontecimentos de ano 1922 no Brasil.

## Incumbentes
- Presidente do Brasil - Epitácio Pessoa (28 de julho de 1919 - 15 de novembro de 1922)
- Presidente do Brasil - Artur Bernardes (15 de novembro de 1922 - 15 de novembro de 1926)

## Eventos
- 27 de janeiro - Um terremoto de 5.1 na escala Richter atinge a cidade de Mogi-Guaçu, no estado de São Paulo.
- 11 de fevereiro a 18 de fevereiro - é realizado em São Paulo a Semana da Arte Moderna
- 1º de março - Ocorre a décima Eleição Presidencial do Brasil..[1][2]
- 25 de março - O Partido Comunista Brasileiro é fundado na cidade de Niterói, no Rio de Janeiro.
- 15 de junho - Os aviadores portugueses Gago Coutinho e Sacadura Cabral chegam ao Rio de Janeiro num hidroavião, realizando a primeira travessia aérea do Atlântico Sul.[3][4]
- 15 de junho - Fundação da Escola Estadual Joaquim Murtinho, a 1° escola centenária de Campo Grande, Mato Grosso do Sul, Brasil.
- 1º de julho - Fechamento do Clube Militar pelo Presidente Epitácio Pessoa.
- 5 de julho - A Revolta dos 18 do Forte de Copacabana ocorre na cidade do Rio de Janeiro, então capital do país.[5]
- 6 de setembro - Presidente Epitácio Pessoa assina o decreto, que considera oficial a letra do Hino Nacional Brasileiro, composta por Osório Duque Estrada.[6]
- 7 de setembro - Tem início a Exposição Internacional do Centenário da Independência, realizada no Rio de Janeiro, sendo até hoje a maior exposição internacional já realizada em terras brasileiras.
- 17 de setembro a 22 de outubro: O Campeonato Sul-Americano de Futebol é realizado na cidade brasileira do Rio de Janeiro.[7][8]
- 15 de novembro - Artur Bernardes toma posse como o 12° presidente do Brasil.[9][10]

## Nascimentos
- 22 de janeiro : Leonel Brizola, político (m. 2004).
- 13 de abril : Dona Ivone Lara, cantora sambista (m. 2018)
- 01 de junho : Bibi Ferreira, atriz (m. 2019).
- 5 de julho: Hélio Bicudo, jurista e político (m. 2018)

## Mortes
- 7 de maio : Urbano Santos da Costa Araújo, vice-presidente do Brasil (n. 1859).